# كولن كلارك
كولن كلارك (بالإنجليزية: Colin Clarke)‏ (مواليد 30 أكتوبر 1962) هو لاعب كرة قدم. يلعب مع منتخب أيرلندا الشمالية لكرة القدم. سبق له أن لعب في كأس العالم لكرة القدم مع منتخب بلاده.

## مسيرته الكروية
لعب كولن كلارك خلال مسيرته الاحترافية مع 8 أندية في ستة عشر موسمًا وسجل خلالها 134 هدف ضمن 398 مباراة. ولم يفز بأي موسم بالكأس أو بالدوري.
خاض كولن كلارك مسيرته مع نادي إيبسويتش تاون في موسم 1980–81 لمدة موسم واحد، لم يشارك في أي مباراة ولم يسجل أي هدف. ثم انتقل إلى نادي بيتربورو يونايتد في موسم 1981–82 واستمر معه طيلة ثلاثة مواسم، حيث شارك في 82 مباراة سجل خلالها 18 هدفًا. لينتقل بعدها إلى نادي غيلينغهام في موسم 1983–84 لمدة موسم واحد، مشاركًا في 8 مباريات سجل خلالها هدفًا واحدًا. ثم انتقل إلى نادي ترانمير روفرز في موسم 1984–85 لمدة موسم واحد، مشاركًا في 45 مباراة سجل خلالها 22 هدفًا. هذا وانتقل لاحقًا إلى نادي بورنموث في موسم 1985–86 في المرة الأولى لمدة موسم واحد ثم في موسم 1988–89 لمدة موسم واحد، مشاركًا طوالها في 50 مباراة سجل خلالها 28 هدفًا. ثم انتقل بعدها إلى نادي ساوثهامبتون في موسم 1986–87 واستمر معه طيلة ثلاثة مواسم، مشاركًا في 82 مباراة سجل خلالها 36 هدفًا. ليعود وينتقل من جديد، لكن هذه المرة إلى نادي كوينز بارك رينجرز في موسم 1989–90 لمدة موسم واحد، مشاركًا في 46 مباراة سجل خلالها 11 هدفًا. لينتقل بعدها إلى نادي بورتسموث في موسم 1990–91 واستمر معه طيلة ثلاثة مواسم، مشاركًا في 85 مباراة سجل خلالها 18 هدفًا.

## روابط خارجية
- كولن كلارك على موقع الاتحاد الدولي (مؤرشف)  (الإنجليزية)
- كولن كلارك على موقع الاتحاد الأوربي (الإنجليزية)
- كولن كلارك على موقع قاعدة بيانات كرة القدم.إي يو (الإنجليزية)
- كولن كلارك على موقع ناشيونال فوتبول تيمز (الإنجليزية)
- كولن كلارك على موقع عالم كرة القدم.نت (الإنجليزية)